# Хаусбай
Хаусбай (нем. Hausbay) — община в Германии, в земле Рейнланд-Пфальц. 
Входит в состав района Рейн-Хунсрюк. Подчиняется управлению Эммельсхаузен.  Население составляет 192 человека (на 31 декабря 2010 года). Занимает площадь 3,24 км².